# Croutoy
Croutoy é uma comuna francesa na região administrativa de Altos da França, no departamento de Oise. Estende-se por uma área de 3,27 km². Em 2010 a comuna tinha 217 habitantes (densidade: 66,4 hab./km²).